# Утраченные иллюзии (Десятников)
«Утраченные иллюзии» — балет Леонида Десятникова в трёх актах десяти картинах. Либретто Владимира Дмитриева по мотивам романа О. Бальзака «Утраченные иллюзии» в редакции Гийома Гальена.

## История создания
Хореограф Алексей Ратманский обнаружил либретто балета «Утраченные иллюзии» Владимира Дмитриева просматривая сборник «Сто балетных либретто» «и сразу же отметил, насколько драматургически хорошо они сделаны и привлекательны лично для него».
Впервые в постсоветской истории Большого театра для постановки балета была заказана новая партитура — композитором стал Леонид Десятников, ранее уже создавший по заказу Большого театра оперу «Дети Розенталя». В новой работе Десятников не стал прибегать к буквальным цитатам из композиторов того времени, но признался, что «видит в своей партитуре дань уважения не только романтическому балету, но и французской музыке XIX столетия. Хотя при этом в партитуру попала и русская словесность — стихи Фёдора Тютчева, написанные по-французски. Пением этого текста (в оригинале и в переводе) музыка балета открывается и завершается».

## Действующие лица
- Люсьен, молодой композитор
- Корали, балерина Парижской Оперы
- Флорина, балерина Парижской Оперы
- Первый танцовщик (Юноша-Джеймс, Предводитель разбойников)
- Камюзо, банкир, покровитель Корали
- Герцог, покровитель Флорины
- Беренис, служанка Корали
- Друзья Люсьена
- Балетмейстер
- Директор театра
- Служанка в балете "В горах Богемии"
- Кучер в балете "В горах Богемии"

Действие происходит в Париже в 30-е годы XIX века

## Сценическая жизнь

### Большой театр
Премьера прошла 24 апреля 2011 года
Балетмейстер-постановщик Алексей Ратманский, художник-постановщик Жером Каплан, художник по свету Венсан Милле, дирижёр-постановщик Александр Ведерников
Действующие лица
- Люсьен — Иван Васильев, (затем Владислав Лантратов, Андрей Меркурьев, Вячеслав Лопатин, Дэвид Холберг)
- Корали — Наталья Осипова, (затем Светлана Лунькина, Нина Капцова, Анастасия Сташкевич, Евгения Образцова, Екатерина Крысанова)
- Флорина — Екатерина Крысанова, (затем Екатерина Шипулина, Анастасия Меськова, Анна Ребецкая, Кристина Кретова)
- Первый танцовщик — Артём Овчаренко, затем Александр Волчков, Андрей Болотин, Руслан Скворцов, Игорь Цвирко)
- Камюзо — Александр Петухов, (затем Егор Симачёв, Сергей Минаков)
- Герцог — Алексей Лопаревич, (затем Александр Фадеечев, Илья Воронцов)
- Беренис — Ирина Семиреченская, (затем Анна Антропова)
- Балетмейстер — Ян Годовский, (затем Денис Медведев)
- Директор театра — Александр Фадеечев, (затем Илья Воронцов, Михаил Шеламов)
- Служанка в балете "В горах Богемии" — Анастасия Винокур, (затем Людмила Ермакова)
- Кучер в балете "В горах Богемии" — Василий Жидков, (затем Михаил Крючков, Максим Суров)

## Пресса
- Галайда А. Осколки ушедших миров / Комсомольская правда.—2011.—26 апреля
- Кузнецова Т. Растраченные иллюзии / Коммерсантъ.—2011.—26 апреля
- Ренанский Д., Гордеева А. «Утраченные иллюзии» в Большом / OpenSpace.Ru.—2011.—27 апреля